# Tu viện Premonstratensian ở Jasov
Tu viện Premonstratensian ở Jasov (tiếng Slovakia: Premonštrátsky kláštor v Jasov), cũng được gọi là Tu viện Jasov, cùng với nhà thờ Thánh Gioan Baotixita là một tập hợp các tòa nhà thiêng liêng được xây dựng theo phong cách kiến trúc Baroque, tọa lạc ở làng Jasov, vùng Košice, Slovakia.
Quần thể các tòa nhà tu viện Premonstratensian và nhà thờ Thánh Gioan Baotixita cùng khu vườn của tu viện là một trong những di tích có giá trị nhất về mặt kiến trúc và nghệ thuật Baroque và Rococo muộn ở Slovakia. Trong khuôn viên của tu viện có một trong những thư viện hiếm nhất ở Slovakia với khoảng tám vạn đầu sách.
Vào ngày 28 tháng 6 năm 1963, tu viện Premonstratensian ở Jasov được ghi danh vào Danh sách Di tích Trung ương theo quyết định của Bộ Văn hóa Cộng hòa Slovakia. Năm 1970, theo Nghị quyết của Chủ tịch Hội đồng Quốc gia Slovakia, tu viện được công nhận là di tích văn hóa quốc gia.

## Lịch sử
Theo một số nguồn, các tu sĩ đã xây dựng những tòa nhà tu viện Premonstratensian đầu tiên ở Jasov từ gỗ. Vào khoảng năm 1228, tòa nhà bằng đá của tu viện được xây dựng. Tòa nhà hiện tại là tòa nhà thứ tư được xây lên ở nơi này.